# 深谷隆司
深谷 隆司（深谷 隆司、ふかや たかし、1935年〈昭和10年〉9月29日 - ）は、日本の政治家。自由民主党東京都連最高顧問、TOKYO自民党政経塾塾長。
衆議院議員（9期）、郵政大臣（第52代）、自治大臣（第47代）・国家公安委員会委員長（第57代）、通商産業大臣（第62・63代）、自由民主党総務会長（第39代）等を歴任した。

## 来歴・人物
東京府東京市浅草区（現在の東京都台東区浅草）に生まれ、のちに旧満州のハルピンへ一家で移住する。第二次世界大戦敗戦後、日本へ引き揚げ、台東区立田中小学校内に設けられた都営住宅（引揚者住宅）で育つ。1954年（昭和29年）に19歳で東京都立江北高等学校を卒業し、1956年（昭和31年）に21歳で早稲田大学法学部に入学、1960年（昭和35年）に早稲田大学法学部を卒業する。1963年（昭和38年）に台東区議会議員選挙へ立候補して初当選する。1965年（昭和40年）に1期目途中で台東区議を辞職する。1969年（昭和44年）の東京都議会議員選挙に台東区選挙区から立候補して当選し、自由民主党に所属した。
1972年（昭和47年）に都議会議員を辞職し、第33回衆議院議員総選挙に保守系無所属で旧東京8区（定数3）から立候補して当選する。当選同期に小泉純一郎、加藤紘一、山崎拓、石原慎太郎、村岡兼造、保岡興治、瓦力、三塚博、越智通雄、野田毅らがいる。のちに自民党に復党し、1976年（昭和51年）の第34回衆議院議員総選挙で自民党公認で再選をめざしたが、ロッキード事件のあおりを受け次点で落選した。1979年（昭和54年）の第35回衆議院議員総選挙旧東京8区で、得票数1位で当選する。1980年（昭和55年）に労働政務次官、1982年（昭和57年）に総理府総務副長官、1990年（平成2年）に第2次海部内閣の郵政大臣で初入閣した。
1993年（平成5年）に細川内閣が成立して自民党は結党以来初めて野党に転落した。意気消沈する自民党議員が多かった中で深谷は予算委員会筆頭理事に就き、同じく理事の野中広務と予算委員会で細川内閣を追及する。野中と深谷はそれぞれ野党自民党の都議と府議で、革新首長と激しく対決した経験がある。1994年（平成6年）5月23日の質疑で、創価学会名誉会長の池田大作がローマ法王に宛てた親書が、連立与党である公明党を通じ、首相の羽田孜がイタリアを訪問した際に羽田によりバチカンに渡された疑惑を追及した。
1995年（平成7年）に村山改造内閣の自治大臣兼国家公安委員会委員長で2回目の入閣となる。小選挙区比例代表並立制導入後初の1996年（平成8年）の第41回衆議院議員総選挙は、東京2区で旧民主党の鳩山邦夫に敗れ重複立候補した比例東京ブロックで復活した。
1998年（平成10年）に自由民主党総務会長として初めて党三役入りした。1999年（平成11年）に東京2区選出の鳩山邦夫が東京都知事選挙へ立候補を表明して衆議院議員を辞職する。深谷は補欠選挙へ立候補を模索するも断念した。鳩山は石原慎太郎に敗れて次点で落選した。10月に小渕再改造内閣で通商産業大臣に就く。2000年（平成12年）の第42回衆議院議員総選挙は、東京2区で民主党の中山義活に敗れて比例復活ならず、現職閣僚ながら落選した。投票日翌日からパリで開かれるOECDの閣僚理事会へ出席を急遽取り止め、経済企画庁長官の堺屋太一のみが出席した。2003年（平成15年）の第43回衆議院議員総選挙でも落選し、東洋大学大学院経済学研究科で客員教授を務める。
2005年（平成17年）第44回衆議院議員総選挙で郵政民営化に関して、自民党の郵政相経験者である野田聖子、自見庄三郎、八代英太らが反対を唱えて離党する中、早々に賛意を表明し東京2区から自民党公認で立候補する。民主党の中山義活に比例復活を許さない大差で当選し、5年ぶりに国政へ復帰する。自民党の内規は、小選挙区で2回連続で敗退して比例復活出来なかった候補者は公認を認めないが、特例で立候補が認められた。
2007年（平成19年）第21回参議院議員通常選挙で東京都選挙区から出馬した保坂三蔵の選挙対策本部長を務め、保坂は次点で落選した。2008年（平成20年）の自由民主党総裁選挙で、石原伸晃の推薦人代表を務め、石原は5人中4位で落選する。
2009年（平成21年）第45回衆議院議員総選挙は、東京2区で中山義活に敗れて落選する。自民党は73歳以上の候補者の比例区重複立候補を認めておらず、比例復活も実現しなかった。
2012年（平成24年）6月22日に、党公認の条件である支部長選任の年齢制限に抵触することから、次期総選挙は立候補せずに引退を表明した。深谷は「潮時だ。なすべきことをなした後は自ら身を引き、次の世代に渡すことが天の道だ」と述べた。

## 家族
深谷家
深谷家は、1946年（昭和21年）に旧満州から裸同然で引き揚げ、最初は田中小学校に住み、やがて都営住宅に当たって日本堤4丁目町会（今の2丁目西町会）に住むことになった。当時、何でも器用な父はにわかづくりの靴職人になって、5人の子供を育てた。「赤貧洗うが如く」であり、深谷は夜なべ仕事を熱心に続ける両親の背中を見て育った。
- 父・政雄（生年不明） 
満洲電業（満洲国の電力事業を行う国策会社）で営業主任を務めた[9][10]。
- 母・千代子（生年不明）[9]
- 妻・慶子（1938年〈昭和13年〉12月13日生）[11]
東海大学・玉川大学教授を務めた井上正孝の娘[12]。遠縁にあたる[12]。
- 長男・隆介（1971年〈昭和46年〉8月25日生）[11]
青山学院大学、杏林大学大学院各卒[11]。電通勤務[11][13][14][15]。
- 長男の妻・小百合（1973年〈昭和48年〉11月25日生）[11]
東京女学館短期大学卒[11]。
- 長女・知美（1965年〈昭和40年〉4月26日生）[11]
玉川大学卒[11]。夫は国士館大学教授の櫻井勝（北里大学医学部卒）[11][16]。
- 次女・小田恵理（海光）（1966年〈昭和41年〉8月25日生）[11]
玉川大学文学部芸術学科（油絵）卒[11][17]。弘法寺尼僧[17]。夫はTOKYO自民党政経塾塾長代行の小田全宏（全眞）[11][17]。
  - 孫・小田安希与（1993年〈平成5年〉生）[18]
次女・恵理の娘[13][19]。聖心女子大学人間関係学科卒[18]。夫は弘法寺副住職の小田隆勝（高野山大学卒）[20]。

## エピソード
- 趣味・特技は絵画、料理、空手（6段）、落語。落選中は支持者を集め、浅草演芸ホールで落語会を開いていた。
- 1974年には自身の作詞による「男心の詩」でテイチクから歌手としてレコードデビューしている[21]。
- 芸能界に交友関係が広く、深谷の公式ホームページにはGacktが応援のメッセージを寄せている。また議員在職25年を表彰し、国会内に掲示された肖像画は、20年来の付き合いのある八代亜紀が描いた。他に交友のある有名人に都倉俊一、花田勝、山田純大らがいる。
- ワールドシュートボクシング協会初代コミッショナー。
- 2018年の相撲雑誌の記事では、12代友綱が2017年12月25日に墨田区業平に開いた新しい友綱部屋の建物に使われる看板の揮毫を担当していたことが明かされている[22]。
- 同じ旧渡辺派に属していた山崎拓は盟友であり、山崎が旧渡辺派を離脱して山崎派を旗揚げした時は深谷も参加するほどの仲だったが、山崎が第49回衆議院議員総選挙において立憲民主党の辻元清美の応援演説をして物議を醸すと、「（山崎を）除名すべき」と厳しい言葉で非難し、「盟友」を返上すると断言した[23]。

## 受賞・栄典等
- 2005年 - 政経文化人画人展芸術議員連盟会長賞
- 2006年 - 衆議院議員在職25年表彰
- 2007年 - 政経文化人画人展国際芸術文化振興会副会長賞
- 2010年 - 旭日大綬章[24]

## 著書
- 「時代に挑む－与党から野党へ、そして与党へ－」東都書房、1996年9月。
- 「大臣日記」角川書店、1991年12月。
- 「ちょっとアメリカ急ぎヨーロッパ－代議士の妻・聞き書き亭主のヨーロッパ便り－」朝日出版社、1989年1月。（共著）深谷慶子。
- 「深谷隆司のさわやかトーク－あなたとこんにちわPart2－」サンケイ出版、1983年3月。
- 「～江戸っ子議員世界を往く～世界のきょうと明日」行政通信社、1971年。
- 「あなたとこんにちは－下町議員の一口評論－」行政通信社、1974年。
- 「保革逆転－チリ軍事クーデターの意味するもの－」浪曼、1974年。

## 出演番組
- 男のワイド「男の愛唱歌」（文化放送）

## レコード
- 「男心の詩」UNION（テイチク）、1974年。規格品番：US-825[25]。
作詞：深谷隆司、作曲：牧野昭一[26]
B面は「パパは世界一幸せなのさ」

## 所属していた団体・議員連盟
- 神道政治連盟国会議員懇談会